# ACT New Zealand
ACT New Zealand (en anglais : Association of Consumers and Taxpayers), est un parti politique libéral néo-zélandais. Il a été fondé en 1994 par Roger Douglas et Derek Quigley (en), anciens ministres respectivement travailliste et de centre droit. Il est en partie issu de l'Association des consommateurs et des contribuables. Depuis 2014, son dirigeant est David Seymour.
Le parti promeut principalement la continuation de la dérèglementation du marché, la baisse des,  impôts, la réduction des dépenses publiques, et des peines plus sévères contre les criminels et délinquants. Selon l'ancien chef du parti Rodney Hide, ACT défend la liberté individuelle, la responsabilité individuelle, une société forte et un gouvernement réduit dont l'objectif principal est une économie prospère.

## Idéologie
ACT base sa philosophie sur les libertés et responsabilités individuelles. Les principes du parti sont :
- Les individus sont les uniques directeurs de leurs vies et donc, ont des libertés et des responsabilités qui leur sont inaliénables.
- Le but du gouvernement est de protéger la liberté des individus et pas d'assumer des responsabilités.

En 2008, sous la direction de Rodney Hide, le parti adopte formellement pour politique le rejet de toute action contre le réchauffement climatique, Hide déclarant en 2008 que « le réchauffement climatique est un canular » (ou une « arnaque »). Il promet de s'opposer à toutes réglementations et dépenses publiques initiées par le gouvernement à cet effet, et dénonce le protocole de Kyoto. En 2016, sous la direction de David Seymour, le parti efface discrètement cette page de son site web, mais David Seymour déclare ne pas être convaincu que le réchauffement climatique soit dangereux, et ne propose aucune politique pour y répondre.

### Politique
L'ancien chef du parti Don Brash promet la concentration du parti sur la réduction de la dette publique, l'égalité pour tous les néo-zélandais, et un meilleur contrôle des rejets de CO2 dans l'atmosphère. Son successeur, Rodney Hide, annonce qu'il se focalisera sur deux domaines politiques : la taxation et la sécurité. 
Aux élections générales de 2011, ACT préconise des impôts et taxes réduits et un impôt sur le revenu à taux unique, et la réduction des prestations sociales.
La politique du parti inclut aussi :
- le rétablissement des prisons privées, afin de concentrer la police sur des tâches de maintien de l'ordre ;
- des dépenses plus importantes pour la défense du pays, et des alliances stratégiques avec les États-Unis, l'Australie et le Royaume-Uni.

Les députés ACT du parlement ont voté pour l'union civile, similaire au PACS en France. Une majorité défend aussi la loi sur la légalisation des maisons closes en Nouvelle-Zélande. 

## Résultats électoraux
| Année | Sièges   | Voix    | %    | Rang | Gouvernement |
| ----- | -------- | ------- | ---- | ---- | ------------ |
| 1996  | 8 / 120  | 126 442 | 6,10 | 5e   |              |
| 1999  | 9 / 120  | 145 493 | 7,04 | 4e   | Opposition   |
| 2002  | 9 / 120  | 145 078 | 7,14 | 4e   | Opposition   |
| 2005  | 2 / 121  | 34 469  | 1,50 | 7e   | Opposition   |
| 2008  | 5 / 122  | 85 496  | 3,65 | 4e   | Gouvernement |
| 2011  | 1 / 121  | 23 889  | 1,07 | 7e   | Gouvernement |
| 2014  | 1 / 121  | 16 689  | 0,69 | 6e   | Gouvernement |
| 2017  | 1 / 120  | 13 075  | 0,50 | 5e   | Opposition   |
| 2020  | 10 / 120 | 190 106 | 7,98 | 3e   | Opposition   |
| 2023  | 11 / 121 | 196 917 | 9,08 | 4e   | Gouvernement |

## Dirigeants
| Portrait                         | Identité                            | Période         | Période          | Durée                      |
| Portrait                         | Identité                            | Début           | Fin              | Durée                      |
| -------------------------------- | ----------------------------------- | --------------- | ---------------- | -------------------------- |
| Roger Douglas, 8 septembre 2008. | Roger Douglas (né en 1937)          | 1994            | 24 mars 1996     | 2 ans                      |
| Richard Prebble                  | Richard Prebble (en) (né en 1948)   | 26 mars 1996    | 13 juin 2004     | 8 ans, 2 mois et 18 jours  |
| Rodney Hide                      | Rodney Hide (en) (né en 1956)       | 13 juin 2004    | 28 avril 2011    | 6 ans, 10 mois et 15 jours |
| Don Brash                        | Don Brash (en) (né en 1940)         | 28 avril 2011   | 26 novembre 2011 | 6 mois et 29 jours         |
| John Banks, 14 décembre 2011.    | John Banks (en) (né en 1946)        | 16 février 2012 | 1er mars 2014    | 2 ans et 13 jours          |
| Jamie Whyte                      | Jamie Whyte (en) (né au XXe siècle) | 2 février 2014  | 3 octobre 2014   | 8 mois et 1 jour           |
| David Seymour                    | David Seymour (né en 1983)          | 4 octobre 2014  | En cours         | 10 ans, 5 mois et 10 jours |